# Hermodoros von Syrakus
Hermodoros von Syrakus war ein antiker griechischer Philosoph. Er lebte im 4. Jahrhundert v. Chr. und war ein Schüler Platons.

## Leben
Über die Herkunft des Hermodoros ist nur bekannt, dass er aus Syrakus stammte. Wahrscheinlich fand dort seine erste Begegnung mit Platon statt. Sie fällt demnach in den Zeitraum zwischen ca. 388 und 360 v. Chr., in dem Platon dreimal nach Syrakus reiste.
Hermodoros folgte Platon nach Athen, wo er offenbar in dessen Philosophenschule, die Akademie, eintrat. Später kehrte er in seine Heimat zurück und verbreitete dort platonische Philosophie, wie er sie verstand. Er machte die Dialoge seines Lehrers in Sizilien bekannt, wobei er den Handel mit Abschriften dieser Werke als Einkommensquelle nutzte. Außerdem verfasste er auch selbst Schriften über das Wissen, das er sich im Unterricht angeeignet hatte. In dem Platon zugeschriebenen „siebten Brief“ distanzierte sich der Verfasser – entweder Platon selbst oder ein gut informierter Philosoph aus seinem Umfeld – nachdrücklich von Autoren, denen er vorwarf, Schriften über die platonische Philosophie zu veröffentlichen, obwohl sie in Wirklichkeit davon nichts verstünden. Diese Kritik in dem Brief, der an eine Gruppe von sizilischen Griechen gerichtet war, zielte möglicherweise auch auf Hermodoros.

## Werke
Von zwei heute verlorenen Schriften des Hermodoros sind die Titel überliefert: Peri Plátōnos (Über Platon) und Peri mathēmátōn (Über Mathematik oder Über die Wissenschaften).
Die Schrift über Platon enthielt sowohl biographische Angaben als auch eine Darstellung von Lehrgut, das Hermodoros im Unterricht bekannt geworden war. Erhalten ist eine Passage, die der spätantike Neuplatoniker Simplikios in seinem Kommentar zur Physik des Aristoteles wörtlich zitierte. Allerdings hatte Simplikios keinen Zugang zum Originaltext des Hermodoros; er übernahm das Zitat aus einer heute verlorenen Schrift des Porphyrios, der es seinerseits von Derkylides übernommen hatte. Die Hypothese, Über Platon lasse sich als wichtige Quelle für die Academica (Academicorum index) des Philodemos ermitteln, hat sich als unzutreffend erwiesen.
In der anderen Abhandlung erörterte Hermodoros eine wissenschaftsgeschichtliche Thematik. Er befasste sich dort mit dem Perser Zarathustra, dessen Lebenszeit er chronologisch einordnete. Vermutlich glaubte er, das mathematische und naturkundliche Wissen der Menschheit sei letztlich auf Zarathustra zurückzuführen.
In einem pseudo-plutarchischen (zu Unrecht Plutarch zugeschriebenen) Dialog über den Adel (lateinisch Pro nobilitate) zitiert der unbekannte Verfasser – anscheinend ein Renaissance-Humanist – eine angebliche Schrift eines Hermodoros, in der nach seinen Angaben die Frage erörtert wurde, ob Vornehmheit auf der Abstammung oder auf der Tugend beruht. Ob der Schüler Platons aus Syrakus gemeint ist, ist unklar. Jedenfalls ist die Auffassung, die Pseudo-Plutarch als die des Hermodoros bezeichnet, unplatonisch. Das spricht gegen die Gleichsetzung dieses Hermodoros mit dem sizilischen Platonschüler.

## Rezeption
Einer sprichwörtlichen Überlieferung zufolge machte Hermodoros aus der Verbreitung von Platons Lehren in Sizilien ein Geschäft. Diese Behauptung schädigte seinen Ruf nachhaltig. Bei den Platonikern war kommerzieller Gelderwerb verpönt, er galt als eines Philosophen unwürdig. Besonders anstößig war es, mit Werken Platons Handel zu treiben und sich so an der platonischen Philosophie zu bereichern. Anscheinend wurde der Geschäftssinn des Hermodoros in Athen von einem zeitgenössischen Komödiendichter verspottet; das Sprichwort „Aus Dialogen schlägt Hermodoros Kapital“ stammt wohl ursprünglich aus einer Komödie und wurde vielleicht in hellenistischer Zeit in antiplatonisch gesinnten Kreisen aufgegriffen. Cicero kannte diese Geschichte; in einem Brief an Atticus zitierte er das Sprichwort und erwähnte den historischen Zusammenhang. Im 2. Jahrhundert nahm der Gelehrte Zenobios das Sprichwort in seine Sammlung auf und erläuterte es. Noch im Mittelalter war es im Byzantinischen Reich bekannt; die Stelle aus der Sprichwörtersammlung des Zenobios wurde in die Suda, eine byzantinische Enzyklopädie, aufgenommen.
In der modernen philosophiegeschichtlichen Forschung stößt die von Simplikios überlieferte Passage aus Hermodoros’ Schrift Über Platon auf großes Interesse, denn sie beschreibt eine Lehrmeinung, die Hermodoros Platon zuschrieb, die aber in den platonischen Dialogen nicht explizit dargelegt wird. Das Hermodoros-Fragment wird daher von manchen Altertumswissenschaftlern als Beleg für die Existenz und Rekonstruierbarkeit der umstrittenen „ungeschriebenen Lehre“ Platons herangezogen. In diesem Sinne haben sich die Begründer der „Tübinger Platonschule“, Hans Krämer und Konrad Gaiser, sowie der italienische Philosophiehistoriker Giovanni Reale geäußert. Andere Forscher, die das Rekonstruktionsunternehmen der Tübinger ablehnen, halten den überlieferten Text für eine Darstellung von Hermodoros’ eigener Auffassung. Nach der Ansicht von Heinrich Dörrie hat Hermodoros Platons Metaphysik nicht verstanden und daher verfälschend wiedergegeben. In dem Zitat bei Simplikios wird die Materie als formlos, unbegrenzt, ohne Anfang und nichtseiend bezeichnet und zu den Dingen gezählt, die ein „Mehr“ und ein „Weniger“ aufweisen, so wie das Gegensatzpaar „groß und klein“, und es wird festgestellt, sie sei kein Prinzip (archḗ).

## Ausgaben der Fragmente und Quellen
- Jan Bollansée (Hrsg.): Hermodoros of Syracuse. In: Guido Schepens (Hrsg.): Felix Jacoby, Die Fragmente der griechischen Historiker continued, Teil IV A: Biography, Fasc. 1: The Pre-Hellenistic Period. Brill, Leiden 1998, ISBN 90-04-11094-1, S. 192–211 (Nr. 1008; kritische Ausgabe mit englischer Übersetzung und Kommentar)
- Heinrich Dörrie (Hrsg.): Der Platonismus in der Antike. Band 1, Frommann-Holzboog, Stuttgart-Bad Cannstatt 1987, ISBN 3-7728-1153-1, S. 80–86 (Texte mit Übersetzung) und 294–302 (Kommentar)
- Margherita Isnardi Parente, Tiziano Dorandi (Hrsg.): Senocrate e Ermodoro: Testimonianze e frammenti. Edizioni della Scuola Normale Superiore, Pisa 2012, ISBN 978-88-7642-208-9, S. XX f., 377–391 (unkritische Ausgabe mit italienischer Übersetzung)